# Cirrocumulus castellanus
Cirrocumulus castellanus sau Cirrocumulus castellatus este un tip de nor cirrocumulus. Castellanus provine din latină și înseamnă „al unui castel”. Acești nori apar ca niște turnulețe rotunde care se ridică fie dintr-o linie coborâtă, fie dintr-un strat de nori. Cirrocumulus castellanus este un indicator al instabilității atmosferice la nivelul norului. Norii se formează atunci când în norul de bază are loc condensarea, ceea ce determină apariția încălzirii latente. Acest lucru face ca aerul să se ridice de la norul de bază, iar dacă aerul urcă în aerul condiționat instabil, se va forma cirrocumulus castellanus.